# Joeri Salnikov
Joeri Salnikov (Tovuz 6 juni 1950) is een voormalig ruiter uit de Sovjet-Unie gespecialiseerd in Eventing. Salnikov nam deel aan de Olympische Zomerspelen 1976 aan de waarbij individueel de achtste plaats behaalde en in de landenwedstrijd de vijfde plaats, Vier jaar later was het paardensporttoernooi gedevalueerd door de boycot geïnitieerd door de Verenigde Staten. Salnikov won tijdens dat toernooi de bronzen medaille individueel en de gouden medaille in de landenwedstrijd.

## Resultaten
- Olympische Zomerspelen 1976 in Montreal 8e individuele eventing met Rumpel
- Olympische Zomerspelen 1976 in Montreal 5e landenwedstrijd eventing met Rumpel
- Olympische Zomerspelen 1980 in Moskou  individuele eventing met Pintset
- Olympische Zomerspelen 1980 in Moskou  landenwedstrijd eventing met Pintset

1912: Nordlander, Adlercreutz, Casparsson,  Horn af Åminne ·
1920: Mörner, Lundström, von Braun,  Dyrsch ·
1924: Van der Voort van Zijp, Pahud de Mortanges, De Kruijff,  Colenbrander ·
1928: Pahud de Mortanges, De Kruijff, Van der Voort van Zijp ·
1932: Thomson, Chamberlin, Argo ·
1936: Stubbendorf, Lippert, von Wangenheim ·
1948: Henry, Anderson, Thomson ·
1952: von Blixen-Finecke, Stahre, Frölén ·
1956: Weldon, Rook, Hill ·
1960: Morgan, Lavis, Roycroft ·
1964: Checcoli, Angioni, Ravano ·
1968: Allhusen, Meade, Jones ·
1972: Meade, Gordon-Watson, Parker, Phillips ·
1976: Coffin, Plumb, Davidson, Tauskey ·
1980: Blinov, Salnikov, Volkov, Rogosjin ·
1984: Plumb, Stives, Fleischmann, Davidson ·
1988: Erhorn, Baumann, Kaspareit, Ehrenbrink ·
1992: Green, Rolton, Hoy, Ryan ·
1996: Schaeffer, Rolton, Hoy, Dutton ·
2000: Dutton, Hoy, Tinney, Ryan ·
2004: Boiteau, Lyard, Courrèges, Teulère, Touzaint ·
2008: Thomsen, Ostholt, Dibowski, Klimke, Romeike ·
2012: Auffarth, Jung, Klimke, Schrade, Thomsen ·
2016: Laghouag, Lemoine, Nicolas, Vallette ·
2020: Collett, McEwen, Townend ·
2024: Canter, Collett, McEwen